# Roger Hanin
Roger Hanin (født 20. oktober 1925 i Alger, død 11. februar 2015 i Paris) var en fransk skuespiller, instruktør og forfatter. I Danmark er han nok mest kendt for rollen som Navarro i tv-serien af samme navn.

## Filmografi
Udvalgte film og tv-serier:
| År        | Titel                              | Rolle                                              |
| --------- | ---------------------------------- | -------------------------------------------------- |
| 2007-2009 | Brigade Navarro (TV-serie)         | Kommissær Navarro                                  |
| 1989-2006 | Navarro (TV-serie)                 | Kommissær Navarro                                  |
| 1982      | De elendige                        | Kroværten                                          |
| 1972      | Bisse-banden                       | Quiberon                                           |
| 1968      | De kom for at plyndre Las Vegas    | Chefen                                             |
| 1966      | Den ensomme ulv går til angreb     | Frank Norman                                       |
| 1966      | Højt spil i Malaga                 | Layton / Tiger                                     |
| 1966      | Dr. Fu Manchu og Slavepigerne      | Inspektør Pierre Grimaldi                          |
| 1965      | Tigeren parfumerer sig med dynamit | Louis Rapière, tigeren                             |
| 1965      | Den blå panter                     | Bruno Kerrien                                      |
| 1965      | Spionen, der gik gennem helvede    | Robert 'Bob' Stuart                                |
| 1965      | Agenter bag jerntæppet             | Mirmont                                            |
| 1964      | Tigeren elsker frisk kød           | Louis Rapière, 'le Tigre'                          |
| 1962      | Gorillaen går til makronerne       | Géo Paquet kaldet Gorillaen                        |
| 1961      | Kongelig elskov                    | Ravaillac                                          |
| 1960      | I umoralens navn                   | Michel Ferréol                                     |
| 1960      | Rocco og hans brødre               | Morini                                             |
| 1960      | Åndeløs                            | Carl Zubart                                        |
| 1959      | Gorillaen slår til                 | Géo Paquet, kaldet Gorillaen (som den nye Gorilla) |
| 1958      | Natlokale                          | Albert Simoni                                      |
| 1958      | Vær dejlig og hold mund            | Karl den Store                                     |
| 1958      | Spionen med de grønne øjne         | Pierre                                             |
| 1958      | Den sorte slavinde                 | Bebe                                               |
| 1957      | Han som skal dø                    | Panagiotaros                                       |
| 1955      | Slå først, Lemmy                   | Istria                                             |
| 1955      | Slynglerne farer til Helvede       | En skidt knægt (uncredited)                        |
| 1955      | Gangsternes gade                   | Ménard                                             |
| 1954      | I den hvide slavehandels klø'r     | Lilis kunde (uncredited)                           |
| 1953      | Giftblomsten                       | En mand                                            |